# سو فوجيتاني
سو فوجيتاني (باليابانية: 藤谷 壮)، من مواليد 28 أكتوبر 1997م، وهو لاعب كرة قدم ياباني، يلعب حاليا لنادي فيسيل كوبه، وشارك مع زملائه في التشكيلة الثابتة لبطولة كأس العالم تحت 20 سنة والتي أستضافته كوريا الجنوبية سنة 2017م.